# Lista de cartões vermelhos na Copa do Mundo FIFA

## História
O cartão vermelho e o cartão amarelo foram introduzidos nas Copas em 1970, mas o vermelho só foi utilizado no Mundial seguinte, o de 1974. Até então, as advertências e expulsões eram feitas de forma verbal. O árbitro avisava os atletas e anotava as advertências em sua caderneta. Porém, muitas vezes essas advertências não eram entendidas. Assim, para que os torcedores e jogadores pudessem compreender o que se passava em campo, o cartão amarelo e vermelho foi introduzido. O cartão amarelo apareceu na Copa 4 anos antes, em 1966.
O jogador a receber o primeiro cartão vermelho num jogo de Copa do Mundo foi o chileno Carlos Caszely (o atleta já havia recebido um cartão amarelo no jogo anteriormente). O cartão foi dado pelo árbitro turco Doğan Babacan.

## Estatísticas e Curiosidades
- O jogador brasileiro Rafael Silva, na época jogador do Cruzeiro, é o jogador que recebeu o cartão vermelho mais rápido da história do futebol. Ele recebeu o cartão em 3 segundos de jogo, após dar uma cotovelada em um jogador do Athletico Paranaense durante uma partida do Campeonato Brasileiro de 2024.
- Até hoje, 5 jogadores foram expulsos na final. Marcel Desailly, em 1998, foi o primeiro (e por enquanto único) jogador expulso na final, mas que saiu campeão.
- As equipes com mais cartões vermelhos em uma única edição são a Argentina (1990), a França (1998) e o Camarões (1998), com 3 expulsões cada. Há de se lembrar no entanto, que enquanto a Argentina e a França tiveram 7 jogos, Camarões teve apenas 3.
- O Brasil teve jogadores expulsos em 8 Copas, sendo a seleção a ter mais edições com expulsões.
- O dia 18 de junho de 1998 foi o dia com mais expulsões na história da Copa do Mundo: em 2 partidas, 5 jogadores foram expulsos.
- O camaronês Rigobert Song foi o primeiro futebolista a receber 2 cartões vermelhos - um em 1994, e o outro em 1998. Zinédine Zidane fez o mesmo, em 1998 e 2006. Com a expulsão de Alexandre Song (primo de Rigobert Song) em 2014, a família Song passa a ser a família com mais expulsões em copas: 3.[2]
- O Brasil é o país com mais cartões vermelhos (11 vezes, em 21 copas disputadas).[3] Em segundo lugar vem a Argentina, com 10 (em 16 participações), e em terceiro o Uruguai, com 9 (em 12 participações).
- A Seleção Camaronesa é a única com média de expulsões superior a de participações. A Copa do Mundo de 2014 foi a sétima dos "Leões Indomáveis", e a expulsão de Alex Song, em 2014, foi a oitava dos camaroneses em Copas.[2]
- Apenas 2 goleiros foram expulsos na história das Copas. Pagliuca (Itália) em 1994, e Khune (África do Sul), em 2010.[4]
- Em 2014, o técnico português Fernando Santos, que dirigia a seleção da Grécia, recebeu o primeiro cartão vermelho de um técnico. Depois do árbitro australiano Benjamin Williams apitar o fim da prorrogação, o treinador foi conversar com o juiz, que lhe mostrou o cartão vermelho.[5]
- Algo curioso aconteceu na partida Croácia 2 x 2 Austrália, válida pela primeira fase (Grupo F) da Copa de 2006. O croata Josip Šimunić recebeu 3 cartões amarelos, por um erro do juiz inglês Graham Poll (no terceiro, ele foi expulso).[6]  Porém, para efeitos estatísticos, a FIFA "corrigiu" o erro considerando apenas o primeiro e último cartões, dados nos minutos 61' e 93'.
- A partida Portugal 1 x 0 Holanda, em 2006, é a partida com mais cartões vermelhos: O árbitro russo Valentin Ivanov mostrou o cartão vermelho quatro vezes (2 para cada lado). Esta é também a partida com mais cartões distribuídos (20), sendo 16 amarelos e 4 vermelhos.[7][8]
- A Copa de 2006 é a que brilhou o maior número de vermelhos: 28 (em 64 partidas).
- As Copas de 1950 e 1970 são as únicas em que não houve nenhuma expulsão.

## Lista de Expulsões nas Copas do Mundo
| #    | Jogador                     | ou | Minuto em que o cartão foi dado | Representando          | Placar Final | Oponente           | Torneio                   | Fase              | Data           |
| ---- | --------------------------- | -- | ------------------------------- | ---------------------- | ------------ | ------------------ | ------------------------- | ----------------- | -------------- |
| 1.   | Plácido Galindo             |    | 54'                             | Peru                   | 1-3          | Roménia            | 1930, Uruguai             | Primeira Fase     | 14 de julho    |
| 2.   | Imre Markos                 |    | 63'                             | Hungria                | 1-2          | Áustria            | 1934, Itália              | Quartas-de-finais | 31 de maio     |
| 3.   | Hans Pesser                 |    | 96'                             | Alemanha               | 1-1 aet      | Suíça              | 1938, França              | Primeira Fase     | 04 de junho    |
| 4.   | Zezé Procópio               |    | 14'                             | Brasil                 | 1-1 aet      | Tchecoslováquia    | 1938, França              | Quartas-de-finais | 12 de junho    |
| 5.   | Jan Říha                    |    | 89'                             | Tchecoslováquia        | 1-1 aet      | Brasil             | 1938, França              | Quartas-de-finais | 12 de junho    |
| 6.   | Machado                     |    | 89'                             | Brasil                 | 1-1 aet      | Tchecoslováquia    | 1938, França              | Quartas-de-finais | 12 de junho    |
| 7.   | József Bozsik               |    | 71'                             | Hungria                | 4-2          | Brasil             | 1954, Suíça               | Quartas-de-finais | 27 de junho    |
| 8.   | Nílton Santos               |    | 71'                             | Brasil                 | 4-2          | Hungria            | 1954, Suíça               | Quartas-de-finais | 27 de junho    |
| 9.   | Humberto                    |    | 79'                             | Brasil                 | 4-2          | Hungria            | 1954, Suíça               | Quartas-de-finais | 27 de junho    |
| 10.  | Ferenc Sipos                |    | 79'                             | Hungria                | 1-2          | País de Gales      | 1958, Suécia              | Primeira Fase     | 17 de junho    |
| 11.  | Titus Buberník              |    | 102'                            | Tchecoslováquia        | 1-2          | Irlanda do Norte   | 1958, Suécia              | Primeira Fase     | 17 de junho    |
| 12.  | Erich Juskowiak             |    | 59'                             | Alemanha Ocidental     | 1-3          | Suécia             | 1958, Suécia              | Semi-finais       | 24 de junho    |
| 13.  | Giorgio Ferrini             |    | 8'                              | Itália                 | 0-2          | Chile              | 1962, Chile               | Primeira Fase     | 2 de junho     |
| 14.  | Mario David                 |    | 41'                             | Itália                 | 0-2          | Chile              | 1962, Chile               | Primeira Fase     | 2 de junho     |
| 15.  | Ángel Cabrera               |    | 71'                             | Uruguai                | 1-3          | Iugoslávia         | 1962, Chile               | Primeira Fase     | 2 de junho     |
| 16.  | Vladimir Popović            |    | 71'                             | Iugoslávia             | 3-1          | Uruguai            | 1962, Chile               | Primeira Fase     | 2 de junho     |
| 17.  | Honorino Landa              |    | 80'                             | Chile                  | 2-4          | Brasil             | 1962, Chile               | Semi-finais       | 13 de junho    |
| 18.  | Garrincha                   |    | 83'                             | Brasil                 | 4-2          | Chile              | 1962, Chile               | Semi-finais       | 13 de junho    |
| 19.  | Rafael Albrecht             |    | 65'                             | Argentina              | 0-0          | Alemanha Ocidental | 1966, Inglaterra          | Primeira Fase     | 16 de julho    |
| 20.  | Antonio Rattín              |    | 35'                             | Argentina              | 0-1          | Inglaterra         | 1966, Inglaterra          | Quartas-de-finais | 23 de julho    |
| 21.  | Horacio Troche              |    | 49'                             | Uruguai                | 0-4          | Alemanha Ocidental | 1966, Inglaterra          | Quartas-de-finais | 23 de julho    |
| 22.  | Héctor Silva                |    | 54'                             | Uruguai                | 0-4          | Alemanha Ocidental | 1966, Inglaterra          | Quartas-de-finais | 23 de julho    |
| 23.  | Igor Chislenko              |    | 44'                             | União Soviética        | 1-2          | Alemanha Ocidental | 1966, Inglaterra          | Semi-finais       | 25 de julho    |
| 24.  | Carlos Caszely              |    | 13', 67'                        | Chile                  | 0-1          | Alemanha Ocidental | 1974, Alemanha Ocidental  | Primeira Fase     | 14 de junho    |
| 25.  | Julio Montero Castillo      |    | 69'                             | Uruguai                | 0-2          | Países Baixos      | 1974, Alemanha Ocidental  | Primeira Fase     | 15 de junho    |
| 26.  | Mulamba Ndaye               |    | 22'                             | Zaire                  | 0-9          | Iugoslávia         | 1974, Alemanha Ocidental  | Primeira Fase     | 18 de junho    |
| 27.  | Ray Richards                |    | 37', 83'                        | Austrália              | 0-0          | Chile              | 1974, Alemanha Ocidental  | Primeira Fase     | 22 de junho    |
| 28.  | Luís Pereira                |    | 84'                             | Brasil                 | 0-2          | Países Baixos      | 1974, Alemanha Ocidental  | Oitavas-de-Finais | 3 de julho     |
| 29.  | András Törõcsik             |    | 48', 82'                        | Hungria                | 1-2          | Argentina          | 1978, Argentina           | Primeira Fase     | 2 de junho     |
| 30.  | Tibor Nyilasi               |    | 21', 89'                        | Hungria                | 1-2          | Argentina          | 1978, Argentina           | Primeira Fase     | 2 de junho     |
| 31.  | Dick Nanninga               |    | 88'                             | Países Baixos          | 2-2          | Alemanha Ocidental | 1978, Argentina           | Oitavas-de-Finais | 18 de junho    |
| 32.  | Ladislav Vízek              |    | 87'                             | Tchecoslováquia        | 1-1          | França             | 1982, Espanha             | Primeira Fase     | 24 de junho    |
| 33.  | Gilberto Yearwood           |    | 89'                             | Honduras               | 0-1          | Iugoslávia         | 1982, Espanha             | Primeira Fase     | 24 de junho    |
| 34.  | Mal Donaghy                 |    | 62'                             | Irlanda do Norte       | 1-0          | Espanha            | 1982, Espanha             | Primeira Fase     | 25 de junho    |
| 35.  | Américo Gallego             |    | 84'                             | Argentina              | 1-2          | Itália             | 1982, Espanha             | Oitavas-de-Finais | 29 de junho    |
| 36.  | Diego Maradona              |    | 85'                             | Argentina              | 1-3          | Brasil             | 1982, Espanha             | Oitavas-de-Finais | 2 de julho     |
| 37.  | Mike Sweeney                |    | 52', 85'                        | Canadá                 | 0-2          | Hungria            | 1986, México              | Primeira Fase     | 6 de junho     |
| 38.  | Ray Wilkins                 |    | 40', 42'                        | Inglaterra             | 0-0          | Marrocos           | 1986, México              | Primeira Fase     | 6 de junho     |
| 39.  | Basil Gorgis                |    | 52'                             | Iraque                 | 1-2          | Bélgica            | 1986, México              | Primeira Fase     | 8 de junho     |
| 40.  | Miguel Bossio               |    | 13', 19'                        | Uruguai                | 1-6          | Dinamarca          | 1986, México              | Primeira Fase     | 8 de junho     |
| 41.  | José Batista                |    | 1'                              | Uruguai                | 0-0          | Escócia            | 1986, México              | Primeira Fase     | 13 de junho    |
| 42.  | Frank Arnesen               |    | 36', 88'                        | Dinamarca              | 2-0          | Alemanha Ocidental | 1986, México              | Primeira Fase     | 13 de junho    |
| 43.  | Thomas Berthold             |    | 64'                             | Alemanha Ocidental     | 0-0          | México             | 1986, México              | Quartas-de-finais | 21 de junho    |
| 44.  | Javier Aguirre              |    | 20', 100'                       | México                 | 0-0          | Alemanha Ocidental | 1986, México              | Quartas-de-finais | 21 de junho    |
| 45.  | André Kana-Biyik            |    | 61'                             | Camarões               | 1-0          | Argentina          | 1990, Itália              | Primeira Fase     | 8 de junho     |
| 46.  | Benjamin Massing            |    | 10', 89'                        | Camarões               | 1-0          | Argentina          | 1990, Itália              | Primeira Fase     | 8 de junho     |
| 47.  | Eric Wynalda                |    | 52'                             | Estados Unidos         | 1-5          | Tchecoslováquia    | 1990, Itália              | Primeira Fase     | 10 de junho    |
| 48.  | Vladimir Bessonov           |    | 48'                             | União Soviética        | 0-2          | Argentina          | 1990, Itália              | Primeira Fase     | 13 de junho    |
| 49.  | Eric Gerets                 |    | 35', 42'                        | Bélgica                | 3-1          | Uruguai            | 1990, Itália              | Primeira Fase     | 17 de junho    |
| 50.  | Khalil Ghanim               |    | 36', 76'                        | Emirados Árabes Unidos | 1-4          | Iugoslávia         | 1990, Itália              | Primeira Fase     | 19 de junho    |
| 51.  | Peter Artner                |    | 34'                             | Áustria                | 2-1          | Estados Unidos     | 1990, Itália              | Primeira Fase     | 19 de junho    |
| 52.  | Yoon Deuk-yeo               |    | 70'                             | Coreia do Sul          | 0-1          | Uruguai            | 1990, Itália              | Primeira Fase     | 21 de junho    |
| 53.  | Ricardo Gomes               |    | 85'                             | Brasil                 | 0-1          | Argentina          | 1990, Itália              | Oitavas-de-Finais | 24 de junho    |
| 54.  | Rudi Völler                 |    | 22'                             | Alemanha Ocidental     | 2-1          | Países Baixos      | 1990, Itália              | Oitavas-de-Finais | 24 de junho    |
| 55.  | Frank Rijkaard              |    | 22'                             | Países Baixos          | 1-2          | Alemanha Ocidental | 1990, Itália              | Oitavas-de-Finais | 24 de junho    |
| 56.  | Refik Šabanadžović          |    | 31'                             | Iugoslávia             | 0-0 aet      | Argentina          | 1990, Itália              | Quartas-de-finais | 30 de junho    |
| 57.  | Ľubomír Moravčík            |    | 11', 70'                        | Tchecoslováquia        | 0-1          | Alemanha Ocidental | 1990, Itália              | Quartas-de-finais | 1 de julho     |
| 58.  | Ricardo Giusti              |    | 103'                            | Argentina              | 1-1 aet      | Itália             | 1990, Itália              | Semi-finais       | 3 de julho     |
| 59.  | Pedro Monzón                |    | 65'                             | Argentina              | 0-1          | Alemanha Ocidental | 1990, Itália              | Final             | 8 de julho     |
| 60.  | Gustavo Dezotti             |    | 87'                             | Argentina              | 0-1          | Alemanha Ocidental | 1990, Itália              | Final             | 8 de julho     |
| 61.  | Marco Etcheverry            |    | 84'                             | Bolívia                | 0-1          | Alemanha           | 1994, Estados Unidos      | Primeira Fase     | 17 de junho    |
| 62.  | Miguel Ángel Nadal          |    | 26'                             | Espanha                | 2-2          | Coreia do Sul      | 1994, Estados Unidos      | Primeira Fase     | 17 de junho    |
| 63.  | Ion Vlădoiu                 |    | 74'                             | Roménia                | 1-4          | Suíça              | 1994, Estados Unidos      | Primeira Fase     | 22 de junho    |
| 64.  | Gianluca Pagliuca           |    | 21'                             | Itália                 | 1-0          | Noruega            | 1994, Estados Unidos      | Primeira Fase     | 23 de junho    |
| 65.  | Luis Cristaldo              |    | 22', 82'                        | Bolívia                | 0-0          | Coreia do Sul      | 1994, Estados Unidos      | Primeira Fase     | 23 de junho    |
| 66.  | Rigobert Song               |    | 84'                             | Camarões               | 0-3          | Brasil             | 1994, Estados Unidos      | Primeira Fase     | 24 de junho    |
| 67.  | Sergei Gorlukovich          |    | 1', 49'                         | Rússia                 | 1-3          | Suécia             | 1994, Estados Unidos      | Primeira Fase     | 24 de junho    |
| 68.  | Tsanko Tsvetanov            |    | 45', 67'                        | Bulgária               | 2-0          | Argentina          | 1994, Estados Unidos      | Primeira Fase     | 30 de junho    |
| 69.  | Leonardo                    |    | 44'                             | Brasil                 | 1-0          | Estados Unidos     | 1994, Estados Unidos      | Oitavas-de-Finais | 4 de julho     |
| 70.  | Fernando Clavijo            |    | 64', 85'                        | Estados Unidos         | 0-1          | Brasil             | 1994, Estados Unidos      | Oitavas-de-Finais | 4 de julho     |
| 71.  | Gianfranco Zola             |    | 76'                             | Itália                 | 2-1 aet      | Nigéria            | 1994, Estados Unidos      | Oitavas-de-Finais | 5 de julho     |
| 72.  | Emil Kremenliev             |    | 12', 50'                        | Bulgária               | 1-1 aet      | México             | 1994, Estados Unidos      | Oitavas-de-Finais | 5 de julho     |
| 73.  | Luis García                 |    | 28', 57'                        | México                 | 1-1 aet      | Bulgária           | 1994, Estados Unidos      | Oitavas-de-Finais | 5 de julho     |
| 74.  | Stefan Schwarz              |    | 43', 101'                       | Suécia                 | 2-2 aet      | Roménia            | 1994, Estados Unidos      | Quartas-de-final  | 10 de julho    |
| 75.  | Jonas Thern                 |    | 64'                             | Suécia                 | 0-1          | Brasil             | 1994, Estados Unidos      | Semi-finais       | 13 de julho    |
| 76.  | Anatoli Nankov              |    | 27', 89'                        | Bulgária               | 0-0          | Paraguai           | 1998, França              | Primeira Fase     | 12 de junho    |
| 77.  | Ha Seok-Ju                  |    | 30'                             | Coreia do Sul          | 1-3          | México             | 1998, França              | Primeira Fase     | 13 de junho    |
| 78.  | Patrick Kluivert            |    | 79'                             | Países Baixos          | 0-0          | Bélgica            | 1998, França              | Primeira Fase     | 13 de junho    |
| 79.  | Raymond Kalla               |    | 43'                             | Camarões               | 0-3          | Itália             | 1998, França              | Primeira Fase     | 17 de junho    |
| 80.  | Miklos Molnar               |    | 67'                             | Dinamarca              | 1-1          | África do Sul      | 1998, França              | Primeira Fase     | 18 de junho    |
| 81.  | Alfred Phiri                |    | 65', 68'                        | África do Sul          | 1-1          | Dinamarca          | 1998, França              | Primeira Fase     | 18 de junho    |
| 82.  | Morten Wieghorst            |    | 85'                             | Dinamarca              | 1-1          | África do Sul      | 1998, França              | Primeira Fase     | 18 de junho    |
| 83.  | Mohammed Al-Khilaiwi        |    | 19'                             | Arábia Saudita         | 0-4          | França             | 1998, França              | Primeira Fase     | 18 de junho    |
| 84.  | Zinédine Zidane             |    | 71'                             | França                 | 4-0          | Arábia Saudita     | 1998, França              | Primeira Fase     | 18 de junho    |
| 85.  | Pável Pardo                 |    | 29'                             | México                 | 2-2          | Bélgica            | 1998, França              | Primeira Fase     | 20 de junho    |
| 86.  | Gert Verheyen               |    | 55'                             | Bélgica                | 2-2          | México             | 1998, França              | Primeira Fase     | 20 de junho    |
| 87.  | Darryl Powell               |    | 4', 45'                         | Jamaica                | 0-5          | Argentina          | 1998, França              | Primeira Fase     | 21 de junho    |
| 88.  | Rigobert Song               |    | 8', 51'                         | Camarões               | 1-1          | Chile              | 1998, França              | Primeira Fase     | 23 de junho    |
| 89.  | Lauren                      |    | 89'                             | Camarões               | 1-1          | Chile              | 1998, França              | Primeira Fase     | 23 de junho    |
| 90.  | Craig Burley                |    | 54'                             | Escócia                | 0-3          | Marrocos           | 1998, França              | Primeira Fase     | 23 de junho    |
| 91.  | Ramón Ramírez               |    | 89'                             | México                 | 2-2          | Países Baixos      | 1998, França              | Primeira Fase     | 25 de junho    |
| 92.  | David Beckham               |    | 47'                             | Inglaterra             | 2-2 aet      | Argentina          | 1998, França              | Oitavas-de-Finais | 30 de junho    |
| 93.  | Arthur Numan                |    | 17', 76'                        | Países Baixos          | 2-1          | Argentina          | 1998, França              | Quartas-de-finais | 4 de julho     |
| 94.  | Ariel Ortega                |    | 87'                             | Argentina              | 1-2          | Países Baixos      | 1998, França              | Quartas-de-finais | 4 de julho     |
| 95.  | Christian Wörns             |    | 40'                             | Alemanha               | 0-3          | Croácia            | 1998, França              | Quartas-de-finais | 4 de julho     |
| 96.  | Laurent Blanc               |    | 73'                             | França                 | 2-1          | Croácia            | 1998, França              | Semi-finais       | 8 de julho     |
| 97.  | Marcel Desailly             |    | 48', 68'                        | França                 | 3-0          | Brasil             | 1998, França              | Final             | 12 de julho    |
| 98.  | Boris Živković              |    | 59'                             | Croácia                | 0-1          | México             | 2002, Coreia do Sul/Japão | Primeira Fase     | 3 de junho     |
| 99.  | Alpay Özalan                |    | 86'                             | Turquia                | 1-2          | Brasil             | 2002, Coreia do Sul/Japão | Primeira Fase     | 3 de junho     |
| 100. | Hakan Ünsal                 |    | 24', 90'                        | Turquia                | 1-2          | Brasil             | 2002, Coreia do Sul/Japão | Primeira Fase     | 3 de junho     |
| 101. | Thierry Henry               |    | 25'                             | França                 | 0-0          | Uruguai            | 2002, Coreia do Sul/Japão | Primeira Fase     | 6 de junho     |
| 102. | Salif Diao                  |    | 62'                             | Senegal                | 1-1          | Dinamarca          | 2002, Coreia do Sul/Japão | Primeira Fase     | 6 de junho     |
| 103. | Carsten Ramelow             |    | 37', 40'                        | Alemanha               | 2-0          | Camarões           | 2002, Coreia do Sul/Japão | Primeira Fase     | 11 de junho    |
| 104. | Patrick Suffo               |    | 60', 77'                        | Camarões               | 0-2          | Alemanha           | 2002, Coreia do Sul/Japão | Primeira Fase     | 11 de junho    |
| 105. | Claudio Caniggia            |    | 45'                             | Argentina              | 1-1          | Suécia             | 2002, Coreia do Sul/Japão | Primeira Fase     | 12 de junho    |
| 106. | Carlos Paredes              |    | 4', 22'                         | Paraguai               | 3-1          | Eslovênia          | 2002, Coreia do Sul/Japão | Primeira Fase     | 12 de junho    |
| 107. | Nastja Čeh                  |    | 81'                             | Eslovênia              | 1-3          | Paraguai           | 2002, Coreia do Sul/Japão | Primeira Fase     | 12 de junho    |
| 108. | Shao Jiayi                  |    | 58'                             | China                  | 0-3          | Turquia            | 2002, Coreia do Sul/Japão | Primeira Fase     | 13 de junho    |
| 109. | João Pinto                  |    | 29'                             | Portugal               | 0-1          | Coreia do Sul      | 2002, Coreia do Sul/Japão | Primeira Fase     | 14 de junho    |
| 110. | Beto                        |    | 22', 66'                        | Portugal               | 0-1          | Coreia do Sul      | 2002, Coreia do Sul/Japão | Primeira Fase     | 14 de junho    |
| 111. | Roberto Acuña               |    | 90'                             | Paraguai               | 0-1          | Alemanha           | 2002, Coreia do Sul/Japão | Oitavas-de-Finais | 15 de junho    |
| 112. | Rafael Márquez              |    | 88'                             | México                 | 0-2          | Estados Unidos     | 2002, Coreia do Sul/Japão | Oitavas-de-Finais | 17 de junho    |
| 113. | Francesco Totti             |    | 22', 103'                       | Itália                 | 1-2 aet      | Coreia do Sul      | 2002, Coreia do Sul/Japão | Oitavas-de-Finais | 18 de junho    |
| 114. | Ronaldinho                  |    | 57'                             | Brasil                 | 2-1          | Inglaterra         | 2002, Coreia do Sul/Japão | Quartas-de-finais | 21 de junho    |
| 115. | Avery John                  |    | 15', 46'                        | Trinidad e Tobago      | 0-0          | Suécia             | 2006, Alemanha            | Primeira Fase     | 10 de junho    |
| 116. | Jean-Paul Abalo             |    | 23', 53'                        | Togo                   | 1-2          | Coreia do Sul      | 2006, Alemanha            | Primeira Fase     | 13 de junho    |
| 117. | Vladyslav Vashchuk          |    | 47'                             | Ucrânia                | 0-4          | Espanha            | 2006, Alemanha            | Primeira Fase     | 14 de junho    |
| 118. | Radosław Sobolewski         |    | 28', 75'                        | Polónia                | 0-1          | Alemanha           | 2006, Alemanha            | Primeira Fase     | 14 de junho    |
| 119. | Mateja Kežman               |    | 65'                             | Sérvia e Montenegro    | 0-6          | Argentina          | 2006, Alemanha            | Primeira Fase     | 16 de junho    |
| 120. | André                       |    | 44', 79'                        | Angola                 | 0-0          | México             | 2006, Alemanha            | Primeira Fase     | 16 de junho    |
| 121. | Tomáš Ujfaluši              |    | 66'                             | Chéquia                | 0-2          | Gana               | 2006, Alemanha            | Primeira Fase     | 17 de junho    |
| 122. | Daniele De Rossi            |    | 28'                             | Itália                 | 1-1          | Estados Unidos     | 2006, Alemanha            | Primeira Fase     | 17 de junho    |
| 123. | Pablo Mastroeni             |    | 45'                             | Estados Unidos         | 1-1          | Itália             | 2006, Alemanha            | Primeira Fase     | 17 de junho    |
| 124. | Eddie Pope                  |    | 21', 47'                        | Estados Unidos         | 1-1          | Itália             | 2006, Alemanha            | Primeira Fase     | 17 de junho    |
| 125. | Luis Pérez                  |    | 27', 61'                        | México                 | 1-2          | Portugal           | 2006, Alemanha            | Primeira Fase     | 21 de junho    |
| 126. | Albert Nađ                  |    | 17', 45'                        | Sérvia e Montenegro    | 2-3          | Costa do Marfim    | 2006, Alemanha            | Primeira Fase     | 21 de junho    |
| 127. | Cyril Domoraud              |    | 41', 90'                        | Costa do Marfim        | 3-2          | Sérvia             | 2006, Alemanha            | Primeira Fase     | 21 de junho    |
| 128. | Jan Polák                   |    | 35', 45'                        | Chéquia                | 0-2          | Itália             | 2006, Alemanha            | Primeira Fase     | 2 de junho     |
| 129. | Dario Šimić                 |    | 32', 85'                        | Croácia                | 2-2          | Austrália          | 2006, Alemanha            | Primeira Fase     | 22 de junho    |
| 130. | Brett Emerton               |    | 81', 87'                        | Austrália              | 2-2          | Croácia            | 2006, Alemanha            | Primeira Fase     | 22 de junho    |
| 131. | Josip Šimunić               |    | 62', 81' 93'                    | Croácia                | 2-2          | Austrália          | 2006, Alemanha            | Primeira Fase     | 22 de junho    |
| 132. | Ziad Jaziri                 |    | 9', 45'                         | Tunísia                | 0-1          | Ucrânia            | 2006, Alemanha            | Primeira Fase     | 23 de junho    |
| 133. | Teddy Lucic                 |    | 28', 35'                        | Suécia                 | 0-2          | Alemanha           | 2006, Alemanha            | Oitavas-de-Finais | 24 de junho    |
| 134. | Costinha                    |    | 31', 45'                        | Portugal               | 1-0          | Países Baixos      | 2006, Alemanha            | Oitavas-de-Finais | 25 de junho    |
| 135. | Khalid Boulahrouz           |    | 7', 64'                         | Países Baixos          | 1-0          | Portugal           | 2006, Alemanha            | Oitavas-de-Finais | 25 de junho    |
| 136. | Deco                        |    | 73', 78'                        | Portugal               | 1-0          | Países Baixos      | 2006, Alemanha            | Oitavas-de-Finais | 25 de junho    |
| 137. | Giovanni van Bronckhorst    |    | 59', 90'                        | Países Baixos          | 1-0          | Portugal           | 2006, Alemanha            | Oitavas-de-Finais | 25 de junho    |
| 138. | Marco Materazzi             |    | 51'                             | Itália                 | 1-0          | Austrália          | 2006, Alemanha            | Oitavas-de-Finais | 26 de junho    |
| 139. | Asamoah Gyan                |    | 48', 81'                        | Gana                   | 0-3          | Brasil             | 2006, Alemanha            | Oitavas-de-Finais | 27 de junho    |
| 140. | Leandro Cufré               |    | 120'                            | Argentina              | 1-1 aet      | Alemanha           | 2006, Alemanha            | Quartas-de-finais | 30 de junho    |
| 141. | Wayne Rooney                |    | 62'                             | Inglaterra             | 0-0 aet      | Portugal           | 2006, Alemanha            | Quartas-de-finais | 1 de julho     |
| 142. | Zinédine Zidane             |    | 110'                            | França                 | 1-1 aet      | Itália             | 2006, Alemanha            | Final             | 9 de julho     |
| 143. | Nicolás Lodeiro             |    | 65', 81'                        | Uruguai                | 0-0          | França             | 2010, África do Sul       | Primeira Fase     | 11 de junho    |
| 144. | Abdelkader Ghezzal          |    | 59', 73'                        | Argélia                | 0-1          | Eslovênia          | 2010, África do Sul       | Primeira Fase     | 13 de junho    |
| 145. | Aleksandar Luković          |    | 54', 74'                        | Sérvia                 | 0-1          | Gana               | 2010, África do Sul       | Primeira Fase     | 13 de junho    |
| 146. | Tim Cahill                  |    | 56'                             | Austrália              | 0-4          | Alemanha           | 2010, África do Sul       | Primeira Fase     | 13 de junho    |
| 147. | Itumeleng Khune             |    | 76'                             | África do Sul          | 0-3          | Uruguai            | 2010, África do Sul       | Primeira Fase     | 16 de junho    |
| 148. | Sani Kaita                  |    | 33'                             | Nigéria                | 1-2          | Grécia             | 2010, África do Sul       | Primeira Fase     | 17 de junho    |
| 149. | Miroslav Klose              |    | 12', 37'                        | Alemanha               | 0-1          | Sérvia             | 2010, África do Sul       | Primeira Fase     | 18 de junho    |
| 150. | Harry Kewell                |    | 24'                             | Austrália              | 1-1          | Gana               | 2010, África do Sul       | Primeira Fase     | 19 de junho    |
| 151. | Kaká                        |    | 85', 88'                        | Brasil                 | 3-1          | Costa do Marfim    | 2010, África do Sul       | Primeira Fase     | 20 de junho    |
| 152. | Valon Behrami               |    | 31'                             | Suíça                  | 0-1          | Chile              | 2010, África do Sul       | Primeira Fase     | 21 de junho    |
| 153. | Yoann Gourcuff              |    | 25'                             | França                 | 1-2          | África do Sul      | 2010, África do Sul       | Primeira Fase     | 22 de junho    |
| 154. | Antar Yahia                 |    | 76', 90'                        | Argélia                | 0-1          | Estados Unidos     | 2010, África do Sul       | Primeira Fase     | 23 de junho    |
| 155. | Marco Estrada               |    | 21', 37'                        | Chile                  | 1-2          | Espanha            | 2010, África do Sul       | Primeira Fase     | 25 de junho    |
| 156. | Ricardo Costa               |    | 89'                             | Portugal               | 0-1          | Espanha            | 2010, África do Sul       | Oitavas-de-Finais | 29 de junho    |
| 157. | Felipe Melo                 |    | 73'                             | Brasil                 | 1-2          | Países Baixos      | 2010, África do Sul       | Quartas-de-finais | 2 de julho     |
| 158. | Luis Suárez                 |    | 120'                            | Uruguai                | 1-1 aet      | Gana               | 2010, África do Sul       | Quartas-de-finais | 2 de julho     |
| 159. | John Heitinga               |    | 56', 109'                       | Países Baixos          | 0-1 aet      | Espanha            | 2010, África do Sul       | Final             | 11 de julho    |
| 160. | Maximiliano Pereira         |    | 94'                             | Uruguai                | 1–3          | Costa Rica         | 2014, Brasil              | Primeira Fase     | 14 de junho    |
| 161. | Wilson Palacios             |    | 28', 44'                        | Honduras               | 0–3          | França             | 2014, Brasil              | Primeira Fase     | 15 de junho    |
| 162. | Pepe                        |    | 37'                             | Portugal               | 0–4          | Alemanha           | 2014, Brasil              | Primeira Fase     | 16 de junho    |
| 163. | Alex Song                   |    | 40'                             | Camarões               | 0-4          | Croácia            | 2014, Brasil              | Primeira Fase     | 18 de junho    |
| 164. | Kostas Katsouranis          |    | 27', 38'                        | Grécia                 | 0-0          | Japão              | 2014, Brasil              | Primeira Fase     | 19 de junho    |
| 165. | Ante Rebić                  |    | 89'                             | Croácia                | 1–3          | México             | 2014, Brasil              | Primeira Fase     | 23 de junho    |
| 166. | Claudio Marchisio           |    | 59'                             | Itália                 | 0-1          | Uruguai            | 2014, Brasil              | Primeira Fase     | 24 de junho    |
| 167. | Antonio Valencia            |    | 48'                             | Equador                | 0-0          | França             | 2014, Brasil              | Primeira Fase     | 25 de junho    |
| 168. | Steven Defour               |    | 45'                             | Bélgica                | 1–0          | Coreia do Sul      | 2014, Brasil              | Primeira Fase     | 26 de junho    |
| 169. | Óscar Duarte                |    | 66'                             | Costa Rica             | 1–1 aet      | Grécia             | 2014, Brasil              | Oitavas-de-Final  | 29 de junho    |
| 170. | Fernando Santos (treinador) |    | 120'                            | Grécia                 | 1–1 aet      | Costa Rica         | 2014, Brasil              | Oitavas-de-Final  | 29 de junho    |
| 171. | Carlos Sánchez              |    | 3'                              | Colômbia               | 1–2          | Japão              | 2018, Russia              | Primeira Fase     | 19 de junho    |
| 172. | Jérôme Boateng              |    | 71', 82'                        | Alemanha               | 2–1          | Suécia             | 2018, Russia              | Primeira Fase     | 23 de junho    |
| 173. | Igor Smolnikov              |    | 27', 36'                        | Rússia                 | 0–3          | Uruguai            | 2018, Russia              | Primeira Fase     | 25 de junho    |
| 174. | Michael Lang                |    | 90+4'                           | Suíça                  | 0–1          | Suécia             | 2018, Russia              | Oitavas-de-final  | 3 de julho     |
| 175. | Wayne Hennessey             |    | 86'                             | País de Gales          | 0–2          | Irã                | 2022, Catar               | Primeira Fase     | 25 de novembro |
| 176. | Vincent Aboubakar           |    | 81', 90+3'                      | Camarões               | 1–0          | Brasil             | 2022, Catar               | Primeira Fase     | 2 de dezembro  |
| 177. | Denzel Dumfries             |    | 128'                            | Países Baixos          | 2–2 aet      | Argentina          | 2022, Catar               | Quartas de Final  | 9 de dezembro  |
| 177. | Walid Cheddira              |    | 90+3'                           | Marrocos               | 1–0          | Portugal           | 2022, Catar               | Quartas de Final  | 10 de dezembro |

### Expulsões Por Seleções
| #  | Seleção                | Nº Expulsões | Jogadores |
| -- | ---------------------- | ------------ | --- |
| 1  | Brasil                 | 11 expulsões | - Zezé Procópio 1938 - Machado 1938 - Nilton Santos 1954 - Humberto 1954 - Garrincha 1962 - Luís Pereira 1974 - Ricardo Gomes 1990 - Leonardo 1994 - Ronaldinho Gaúcho 2002 - Kaká 2010 - Felipe Melo - 2010 |
| 2  | Argentina              | 10 Expulsões | - Albrecht 1966 - Rattín 1966 - Gallego 1982 - Maradona 1982 - Giusti 1990 - Monzón 1990 - Dezotti 1990 - Ortega 1998 - Caniggia 2002 - Cufré 2006                                                           |
| 3  | Uruguai                | 9 Expulsões  | - Cabrera 1962 - Troche 1966 - Silva 1966 - Montero Castillo 1974 - Bossio 1986 - Batista 1986 - Lodeiro 2010 - Luis Suárez 2010 - Maxi Pereira 2014                                                         |
| 4  | Camarões               | 8 Expulsões  | - Kana-Biyik 1990 - Massing 1990 - Rigobert Song 1994, 1998 - Kalla 1998 - Lauren 1998 - Suffo 2002 - Alex Song 2014                                                                                         |
| 4  | Itália                 | 8 Expulsões  | - David 1962 - Ferrini 1962 - Pagliuca 1994 - Zola 1994 - Totti 2002 - De Rossi 2006 - Materazzi 2006 - Marchisio 2014                                                                                       |
| 4  | Alemanha               | 8 Expulsões  | - Pesser 1938 - Juskowiak 1958 - Berthold 1986 - Völler 1990 - Wörns 1998 - Ramelow 2002 - Klose 2010 - Boateng 2018                                                                                         |
| 7  | Países Baixos          | 7 expulsões  | - Nanninga 1978 - Rijkaard 1990 - Kluivert 1998 - Numan 1998 - Boulahrouz 2006 - Van Bronckhorst 2006 - Heitinga 2010                                                                                        |
| 8  | México                 | 6 Expulsões  | - Aguirre 1986 - Luis Garcia 1994 - Pardo 1998 - Ramírez 1998 - Márquez 2002 - Luis Pérez 2006 |
| 8  | França                 | 6 Expulsões  | - Zidane 1998, 2006 - Blanc 1998 - Desailly 1998 - Henry 2002 - Gourcuff 2010 |
| 8  | Portugal               | 6 Expulsões  | - João Pinto 2002 - Beto 2002 - Costinha 2006 - Deco 2006 - Ricardo Costa 2010 - Pepe 2014 |
| 11 | Hungria                | 5 Expulsões  | - Markos 1934 - Boszik 1954 - Sipos 1958 - Torocik 1978 - Nyilasi 1978 |
| 12 | Tchéquia               | 4 Expulsões  | - Riha 1938 - Bubernik 1958 - Vizek 1982 - Moravcik 1990 |
| 12 | Estados Unidos         | 4 Expulsões  | - Wynalda 1990 - Clavijo 1994 - Mastroeni 2006 - Eddie Pope 2006 |
| 12 | Austrália              | 4 Expulsões  | - Richards 1974 - Emerton 2006 - Cahil 2010 - Kewel 2010 |
| 15 | Bulgária               | 3 Expulsões  | - Tzvetanov 1994 - Kremenliev 1994 - Nankov 1998 |
| 15 | Croácia                | 3 Expulsões  | - Zivkovic 2002 - Simic 2006 - Simunic 2006 |
| 15 | Dinamarca              | 3 Expulsões  | - Arnesen 1986 - Molnar 1998 - Wieghorst 1998 |
| 15 | Inglaterra             | 3 Expulsões  | - Wilkins 1986 - Beckham 1998 - Rooney 2006 |
| 15 | Suécia                 | 3 Expulsões  | - Schwarz 1994 - Thern 1994 - Lucic 2006 |
| 15 | Chile                  | 3 Expulsões  | - Landa 1962 - Caszely 1974 - Estrada 2010 |
| 15 | Bélgica                | 3 Expulsões  | - Gerets 1990 - Verheyen 1998 - Defour 2014 |
| 22 | União Soviética        | 2 Expulsões  | - Chislenko 1966 - Bessonov 1990 |
| 22 | Bolívia                | 2 Expulsões  | - Etcheverry 1994 - Cristaldo 1994 |
| 22 | Iugoslávia             | 2 Expulsões  | - Popovic 1962 - Sabanadzovic 1962 |
| 22 | República Checa        | 2 Expulsões  | - Tomás 2006 - Polak 2006 |
| 22 | Paraguai               | 2 Expulsões  | - Acuña 2002 - Paredes 2002 |
| 22 | Sérvia e Montenegro    | 2 Expulsões  | - Kezman 2006 - Nadj 2006 |
| 22 | Turquia                | 2 Expulsões  | - Alpay 2002 - Hakan Ünsal 2002 |
| 22 | Coreia do Sul          | 2 Expulsões  | - Yoon-Deuek-Yeo 1990 - Ha-Seok-Ju 1998 |
| 22 | Honduras               | 2 Expulsões  | - Yearwood 1982 - Palacios 2014 |
| 22 | África do Sul          | 2 Expulsões  | - Phiri 1998 - Khune 2010 |
| 22 | Grécia                 | 2 Expulsões  | - Katsouranis 2014 - Fernando Santos (técnico) - 2014 |
| 22 | Rússia                 | 2 Expulsões  | - Gorlukovich 1994 - Smolnikov 2018 |
| 22 | Suíça                  | 2 Expulsões  | - Behrami 2010 - Lang 2018 |
| 34 | Angola                 | 1 expulsão   | - André 2006 |
| 34 | Arábia Saudita         | 1 expulsão   | - Al-Khilaiwi 1998 |
| 34 | Áustria                | 1 expulsão   | - Artner 1990 |
| 34 | Canadá                 | 1 expulsão   | - Sweeney 1986 |
| 34 | China                  | 1 expulsão   | - Shao Jiayi 2002 |
| 34 | Costa do Marfim        | 1 expulsão   | - Domoraud 2006 |
| 34 | Emirados Árabes Unidos | 1 expulsão   | - Mubarak 1990 |
| 34 | Escócia                | 1 expulsão   | - Burley 1998 |
| 34 | Eslovênia              | 1 expulsão   | - Ceh 2002 |
| 34 | Espanha                | 1 expulsão   | - Nadal 1994 |
| 34 | Gana                   | 1 expulsão   | - Asamoah Gyan 2006 |
| 34 | Irã                    | 1 expulsão   | - Basil 1986 |
| 34 | Irlanda do Norte       | 1 expulsão   | - Donaghy 1982 |
| 34 | Jamaica                | 1 expulsão   | - Powell 1998 |
| 34 | Peru                   | 1 expulsão   | - Galindo 1930 |
| 34 | Polónia                | 1 expulsão   | - Sobolewski 2006 |
| 34 | Romênia                | 1 expulsão   | - Vladoiu 1994 |
| 34 | Senegal                | 1 expulsão   | - Diao 2002 |
| 34 | Togo                   | 1 expulsão   | - Abalo 2006 |
| 34 | Trinidad e Tobago      | 1 expulsão   | - Avery John 2006 |
| 34 | Tunísia                | 1 expulsão   | - Jaziri 2006 |
| 34 | Ucrânia                | 1 expulsão   | - Vashchuk 2006 |
| 34 | Zaire                  | 1 expulsão   | - Ndaye 1974 |
| 34 | Argélia                | 1 expulsão   | - Ghezzal 2010 - Yahia 2010 |
| 34 | Sérvia                 | 1 expulsão   | - Lukovic 2010 |
| 34 | Irlanda do Norte       | 1 expulsão   | - Kaita 2010 |
| 34 | Equador                | 1 expulsão   | - A. Valencia 2014 |
| 34 | Costa Rica             | 1 expulsão   | - Óscar Duarte 2014 |
| 34 | Colômbia               | 1 expulsão   | - Carlos Sánchez 2018 |

### Expulsões por Edição
- Legenda:
  - Em itálico, Copas anteriores a introdução do cartão vermelho. Expulsão era feita somente de forma verbal.

| Edição | Nº Expulsões |
| ------ | ------------ |
| 1930   | 1            |
| 1934   | 1            |
| 1938   | 4            |
| 1950   | 0            |
| 1954   | 3            |
| 1958   | 3            |
| 1962   | 6            |
| 1966   | 5            |
| 1970   | 0            |
| 1974   | 5            |
| 1978   | 3            |
| 1982   | 5            |
| 1986   | 8            |
| 1990   | 16           |
| 1994   | 15           |
| 1998   | 22           |
| 2002   | 17           |
| 2006   | 28           |
| 2010   | 17           |
| 2014   | 11           |
| 2018   | 4            |

### Expulsões por Árbitros
Estatística contabilizadas antes da Copa de 2014.
| Total | Árbitro              | Ano(s)           |
| ----- | -------------------- | ---------------- |
| 7     | Arturo Brizio Carter | 1994, 1998       |
| 5     | Joël Quiniou         | 1986, 1990, 1994 |
| 4     | Jamal Al Sharif      | 1986, 1990, 1994 |
| 4     | Felipe Ramos Rizo    | 2002             |
| 4     | Graham Poll          | 2006             |
| 4     | Valentin Ivanov      | 2006             |
| 4     | Marco Rodríguez      | 2006, 2010       |

| Total | Árbitro                | Data                | Partida                       |
| ----- | ---------------------- | ------------------- | ----------------------------- |
| 4     | Valentin Ivanov        | 25 de junho de 2006 | Portugal 1 x 0 Holanda        |
| 3     | Pal von Hertzka        | 12 de junho de 1938 | Brasil 2 x 1 Tchecoslováquia  |
| 3     | Arthur Ellis           | 27 de junho de 1954 | Hungria 1 x 2 Brasil          |
| 3     | John Jairo Toro Rendón | 18 de junho de 1998 | África do Sul 1 x 2 Dinamarca |
| 3     | Jorge Larrionda        | 17 de junho de 2006 | Itália 1 x 2 EUA              |
| 3     | Graham Poll            | 22 de junho de 2006 | Austrália 1 x 2 Croácia       |

## Punições Extra-Campo
Esta seção traz uma lista de casos em que o jogador não foi expulso em campo, mas a FIFA, ao analisar as imagens da partida, decidiu por suspendê-lo por conta de alguma atitude cometida por ele durante o jogo. As leis da entidade permitem que o jogador seja punido, mesmo que o árbitro não tenha visto ou dado a falta. Qualquer um pode submeter à entidade provas de algum comportamento não adequado. Isso inclui vídeo e fotos, além de declarações de testemunhas. O código disciplinar da Fifa diz que o Comitê Disciplinar é responsável por "sancionar infrações sérias que tenham escapado da atenção dos árbitros da partida". A punição máxima que a Fifa estabelece para um jogador é de 24 partidas de suspensão ou dois anos.
- Mauro Tassotti (Copa do Mundo de 1994) - O italiano Mauro Tassotti acertou uma cotovelada no rosto do espanhol Luis Enrique (que ficou com o rosto ensanguentado e com o nariz quebrado) durante a partida Itália x Espanha, válida pelas quartas de finais da Copa do Mundo de 1994. Ele foi punido por oito partidas.[15] Na história das copas, esta foi a segunda maior punição já dada a um jogador.[16]
- Luis Suárez (Copa do Mundo de 2014) - o uruguaio Suárez levou o maior gancho da história das Copas. Ele teve de cumprir nove jogos após mordida dada no zagueiro italiano Chiellini no confronto com a Uruguai 1 x 0 Itália, válido pela primeira fase da competição.[17]